# Petr Sikora
Petr Sikora (* 27. Oktober 1970 in Karviná, Tschechoslowakei) ist ein ehemaliger deutsch-tschechischer Eishockeyspieler, der über viele Jahre in der zweiten und dritten deutschen Spielklasse aktiv war, unter anderem für den EC Peiting, die Dresdner Eislöwen, die Kassel Huskies und den ESV Kaufbeuren. Seit seinem Karriereende 2016 arbeitet er als Nachwuchstrainer beim HC Oceláři Třinec.

## Karriere
Petr Sikora begann seine Karriere beim HC Vítkovice, für den er 1991/92 das erste Mal in der 1. Liga der Tschechoslowakei auf dem Eis stand. Bis 1994 spielte er für seinen Heimatverein, bevor er 1997 zum damaligen Zweitligisten EC Peiting wechselte. Nach einer erfolglosen Saison für die Peitinger ließ sich der EC dann in die damalige 2. Liga-Süd (Regionalliga) zurückstufen, in der Petr Sikora mit 48 Toren und 59 Assists in 48 Spielen brillierte. In der folgenden Saison spielte er bei den Havířov Panthers in der tschechischen Extraliga, bevor er 2000 nach Peiting zurückwechselte. Dieses Mal sollte Sikora nicht so lange bleiben, denn im Sommer 2001 ging er zu den Dresdner Eislöwen.

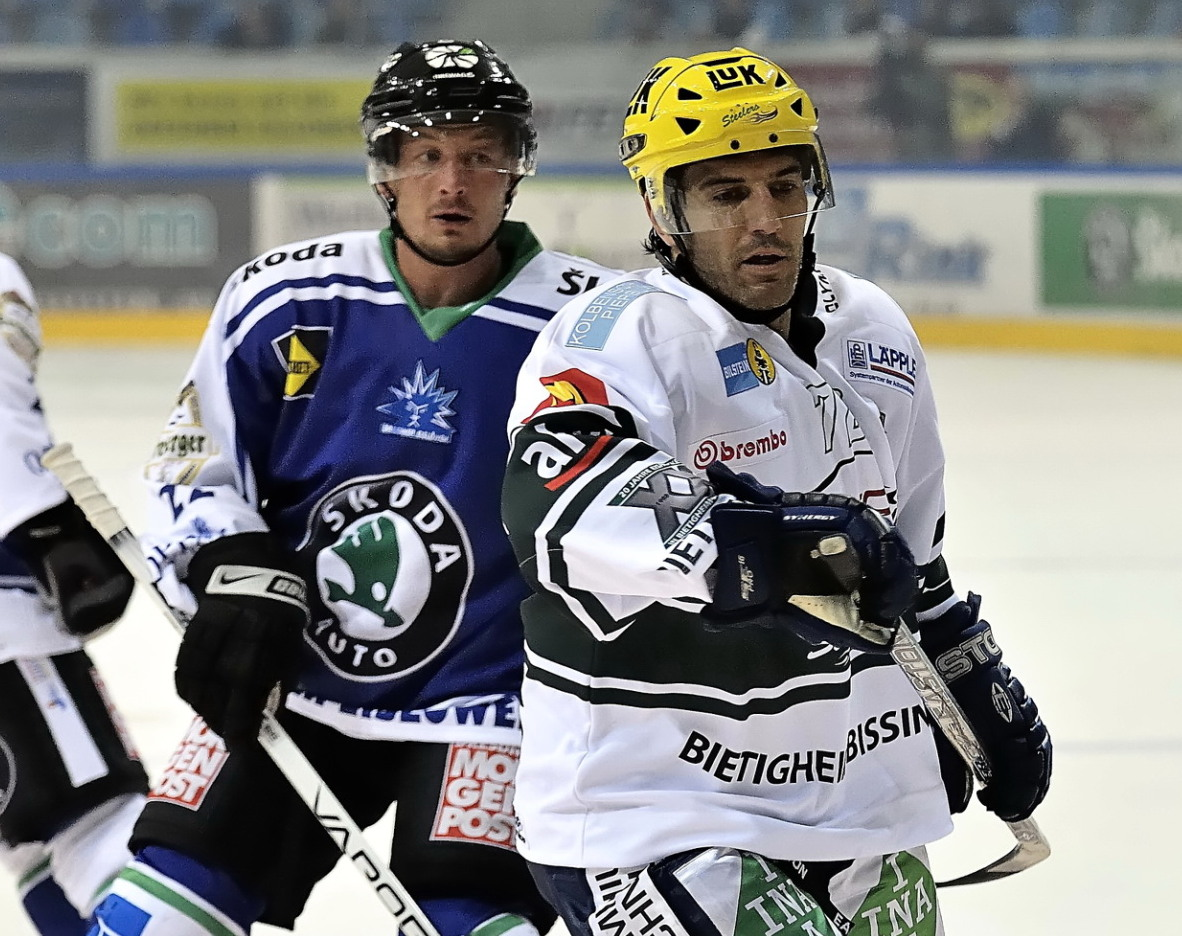
Petr Sikora (li.) im Zweikampf mit Gregory Schmidt, 2. Bundesliga 2008/09

In den folgenden Spielzeiten etablierte sich Sikora als Spielmacher, beständiger Punktesammler und hervorragender Bullyspieler der Oberliga. Ab der Spielzeit 2002/03 erreichten die Dresdner auch dank seiner Spielweise immer wieder die Playoffs der Oberliga, der Aufstieg in die 2. Bundesliga gelang aber erst 2004/05.
Nach einem Jahr in der 2. Bundesliga für Dresden wechselte er zum SC Riessersee in die Oberliga, wo er eine überzeugende Saison spielte (zwölft-bester Scorer der Hauptrunde, zweit-meiste Assists). Im Juni 2007 wurde er erneut von Manager Jan Tábor für die Dresdner Eislöwen verpflichtet.
Auch nach seiner Rückkehr zu den Eislöwen spielte er eine überzeugende Saison, vor allem im Zusammenspiel mit Kevin Gardner. Im Februar 2008 verletzte er sich in einem Spiel gegen die Roten Teufel Bad Nauheim schwer. Kurze Zeit später übernahm er Traineraufgaben bei den Eislöwen, um so das Team in den Playoffs zu unterstützen.
In der folgenden Saison, in der die Eislöwen in die 2. Bundesliga zurückgekehrt waren, spielte Sikora zunächst mit einer Ausländer-Lizenz und der Hoffnung, die deutsche Staatsbürgerschaft zu bekommen. Nachdem diese Hoffnung sich nicht erfüllte und weitere Kontingentspieler verpflichtet wurden, entschied das Management der Eislöwen Anfang Dezember 2008, Sikora zu beurlauben. Im Frühjahr 2009 erhielt er die deutsche Staatsbürgerschaft. Im Juli 2009 wurde er vom Aufsteiger ESV Kaufbeuren verpflichtet und spielte dort bis zum Ende der Saison 2010/11.
Nach zwei Jahren bei den Kassel Huskies und einer Saison beim EHC Erfurt wechselte Sikora im Sommer 2014 zum ERC Sonthofen, wo er eine Saison verbrachte. Im darauf folgenden Jahr wechselte er in die Bayernliga zu den Memmingen Indians, wo er seine Karriere ausklingen ließ und 2016 beendete.
Seit seinem Karriereende ist er als Jugendtrainer des HC Oceláři Třinec tätig. Im September 2017 wurde seine Trikotnummer #22 ob seiner Verdienste um das Dresdner Eishockey von den Dresdner Eislöwen gesperrt und ein Trikot mit seiner Nummer unter das Dach der EnergieVerbund Arena gezogen.

## Erfolge und Auszeichnungen
- Bester Vorlagengeber der Oberliga Playoffs 2002/03 (in sechs Spielen 14 Assists)
- Oberligameister und Aufstieg in die 2. Bundesliga 2004/05
- Oberligameister und Aufstieg in die 2. Bundesliga 2007/08
- 2008 Teilnahme am DEL All-Star Game

## Karrierestatistik
(Legende zur Spielerstatistik: Sp oder GP = absolvierte Spiele; T oder G = erzielte Tore; V oder A = erzielte Assists; Pkt oder Pts = erzielte Scorerpunkte; SM oder PIM = erhaltene Strafminuten; +/− = Plus/Minus-Bilanz; PP = erzielte Überzahltore; SH = erzielte Unterzahltore; GW = erzielte Siegtore; 1 Play-downs/Relegation; Kursiv: Statistik nicht vollständig)